# (73645) 1978 VX2
(73645) 1978 VX2 – planetoida z pasa głównego asteroid okrążająca Słońce w ciągu 4,07 lat w średniej odległości 2,55 j.a. Odkryta 7 listopada 1978 roku.